# Karen White (escritora)
Karen White es una de las autoras estadounidenses más vendidas de New York Times con más de veinticinco novelas.

## Biografía
White nació en Tulsa, Oklahoma, y durante su infancia vivió en diferentes estados y también en Venezuela y Londres, Inglaterra, donde se graduó del The American School en Londres.[cita requerida] Asistió a la Universidad de Tulane en Nueva Orleans, Luisiana, donde obtuvo una licenciatura en administración de empresas.
La mayoría de las novelas de White se basan en las tierras bajas del sureste de los Estados Unidos. Su primer libro, In the Shadow of the Moon, fue doble finalista del Premio RITA de Romance Writers of America. The Girl on Legare Street [La chica de la calle Legare] llegó a la lista de los más vendidos del New York Times en noviembre de 2009. On Folly Beach, publicado en mayo de 2010, también fue un bestseller del NYT. White ha publicado 26 novelas hasta la fecha, con The Christmas Spirits on Tradd Street, publicado en octubre de 2019.
Además de su trabajo en solitario, White ha sido coautora de tres novelas con Beatriz Williams y Lauren Willig. La primera novela, The Forgotten Room, se lanzó en 2016, con una segunda novela, The Glass Ocean, publicada en 2018, y una tercera, All the Ways We Said Goodbye, programada para su lanzamiento en enero de 2020.
White está casada con Timothy J. White, un banquero estadounidense, tiene dos hijos y reside en Florida. White es publicada actualmente por Berkley, una división de Penguin Random House.

### Novelas
- In the Shadow of the Moon August 2000 ISBN 0-505-52395-7
- Whispers of Goodbye October 2001 ISBN 0-505-52455-4
- Falling Home June 2002 ISBN 0-8217-7338-0
- After the Rain April 2003 ISBN 0-8217-7339-9
- Blessings of Mossy Creek June 2004 ISBN 0-9673035-5-9
- The Color of Light June 2005 ISBN 0-451-21511-7
- Pieces of the Heart April 2006 ISBN 0-451-21767-5
- Learning to Breathe March 2007 ISBN 978-0-451-22034-9
- The Memory of Water March 2008 ISBN 0-451-22303-9
- The Lost Hours April 2009 ISBN 0-451-22649-6
- On Folly Beach May 2010 ISBN 0-451-22921-5
- The Beach Trees May 2011 ISBN 0-451-23307-7
- Sea Change June 2012 ISBN 0-451-23676-9
- The Time Between June 2013 ISBN 0-451-23986-5
- A Long Time Gone June 2014 ISBN 0-451-24046-4
- The Sound of Glass May 2015 ISBN 0-451-47089-3
- Flight Patterns May 2016 ISBN 0-451-47523-2
- The Night the Lights Went Out April 2017 ISBN 978-0451488381
- Dreams of Falling June 2018 ISBN 978-0451488411

### Serie de Tradd Street
1. The House on Tradd Street November 2008 ISBN 0-451-22509-0
2. The Girl On Legare Street November 2009 ISBN 0-451-22799-9
3. The Strangers on Montagu Street November 2011 ISBN 0-451-23526-6
4. Return to Tradd Street January 2014 ISBN 0-451-24059-6
5. The Guests on a South Battery January 2017 ISBN 978-0451475237
6. The Christmas Spirits on Tradd Street October 2019 ISBN 978-0-451-47524-4

### Novelas en colaboración
- The Forgotten Room (with Lauren Willig and Beatriz Williams) January 2016 ISBN 978-0-451-47462-9
- The Glass Ocean (with Lauren Willig and Beatriz Williams) September 2018 ISBN 978-0-062-85948-8
- All the Ways We Said Goodbye (with Lauren Willig and Beatriz Williams) January 2020 ISBN 978-0-062-93109-2